# Anita Mally
Anita Mally (* 10. Dezember 1948 in Bad Steben; † 30. Mai 1999) war eine deutsche Schauspielerin, Schriftstellerin, Drehbuchautorin und Scientologin.

## Schauspielerei und Autorentätigkeit
Anita Mally wurde zu Beginn der 1970er Jahre vom Produzenten Franz Seitz vor die Kamera geholt und mit tragenden Nebenrollen eingesetzt. Wenig später erhielt sie auch Gastrollen in ZDF-Serienproduktionen. Im Laufe der späten 1970er Jahre wurden die Filmangebote weniger, und Anita Mally wechselte zur Schriftstellerei. Sie verfasste zahlreiche Romane und schrieb mehrere Drehbücher für Fernsehproduktionen.

## Karriere bei Scientology
In den 1980er Jahren wandte sich Anita Mally Scientology zu, übersiedelte später nach Los Angeles und engagierte sich dort intensiv in der Sekte. Zuletzt erreichte sie den Status eines Operating Thetan Level VIII, die höchste Stufe innerhalb der Scientology-Karriereleiter. Ihr dortiges Wirken hatte auch Einfluss auf ihre literarische Arbeit. Mally lieferte unter anderem die deutsche Übersetzung Was ist Scientology? des US-amerikanischen Originals L. Ron Hubbards, scientologische Propagandaelemente wurden besonders bei ihren Drehbüchern zur ZDF-Serie Insel der Träume angewandt. In Renate Hartwigs Buch Scientology – ich klage an! heißt es dazu im Abschnitt „9.3.: Auditing im ZDF“:

„In der Sendung ‚Die Trauminsel‘ wird nämlich dargestellt, wie Menschen auf eine Insel reisen, weil sie negative Erlebnisse nicht verarbeiten können. Auf dieser Insel wohnt ein Arzt, der zuerst Gespräche mit diesen Menschen führt […] Das gleiche Raster wird beim Auditing angewendet. Denn Auditing dient bei den Scientologen angeblich dazu, negative Erlebnisse (‚Engramme von Aberrationen‘) aufzulösen. Ein Auditing-Beistand (dies entspräche der Rolle des Arztes) führt dabei den ‚Pre-Clear‘ (also eine Person, die noch nicht den Zustand ‚Clear‘ bei den Scientologen erreicht hat) mit Hilfe des Auditing in seine Vergangenheit zurück […]“

An späterer Stelle heißt es dort weiter: 

„Die Grundlagen für das Drehbuch stammen von Anita Mally, einer hochrangigen Scientologin. Anita Mally hat bei den Scientologen die Stufe ‚Operierender Thetan VIII‘ [zum Vergleich: Tom Cruise war im Juli 2007 OT VII] erreicht und unterstützt die internationale Vereinigung der Scientologen IAS. Sie selbst sagt über die IAS, dass sie helfe, überall wo es notwendig sei, für Scientology an vorderster Linie gegen den Feind zu kämpfen.“

Das ZDF sei bereits, wie an gleicher Stelle zu lesen ist, im November 1991 auf Mallys Verbindungen zu Scientology hingewiesen worden, habe aber nichts unternommen. 

„In einem Brief an die ZDF-Hauptabteilung Programmgestaltung warnte ein Ex-Scientologe davor, die Serie ‚Trauminsel‘ weiterhin auszustrahlen. In die Sendung sei Scientology-Bewusstseinsbildungstechnologie eingebaut.“

## Filmografie
Als Schauspielerin
- 1972: Betragen ungenügend!
- 1972: Versuchung im Sommerwind
- 1973: Crazy – total verrückt
- 1973: Der Kommissar – Sonderbare Vorfälle im Hause von Professor S.
- 1973: Das fliegende Klassenzimmer
- 1973: Ay, ay, Sheriff
- 1974: Schwarzwaldfahrt aus Liebeskummer
- 1974: Hallo – Hotel Sacher … Portier! (TV-Serie, eine Folge)
- 1975: Beruf: Reporter
- 1975: Die Angst ist ein zweiter Schatten
- 1976: Derrick – Pecko
- 1977: Abelard – Die Entmannung
- 1979: Der Alte – Ein Parasit
- 1980: Die schwarze Katze
- 1981: Der Gerichtsvollzieher (TV-Serie, eine Folge)
- 1984: Die Wannseekonferenz
- 1986: Irgendwie und Sowieso (Fernsehserie, Folge Indien und Umgebung)
- 1987: Ein Heim für Tiere (TV-Serie, eine Folge)
- 1993: Anwalt Abel (TV-Serie, eine Folge)

Als Drehbuchautorin
- 1986: Lang soll er leben
- 1986: Das Traumschiff: Bali (TV-Reihe)
- 1986–1988: Berliner Weiße mit Schuß (TV-Serie, mehrere Folgen)
- 1987: Ein Heim für Tiere (TV-Serie, mehrere Folgen)
- 1989: Rivalen der Rennbahn (TV-Serie) (zusammen mit Ted Willis)
- 1990: Insel der Träume (TV-Serie)
- 1992: Schloß Hohenstein (TV-Serie)
- 1995: Drei Frauen und (k)ein Mann
- 1995: Die Versuchung – Der Priester und das Mädchen

## Veröffentlichungen
- Die Tournee, Goldmann Wilhelm GmbH, 1980
- Mehr als ein Leben, Goldmann, 1982
- Premiere, Goldmann Wilhelm GmbH, 1984
- Endstation Fifth Avenue, Bastei Lübbe, 1990
- Doktor Bayer und sein Heim für Tiere, Ullstein, 1992
- Lava, Bastei Lübbe, 1994